# Pepingen
Pepingen – miejscowość i gmina (gemeente) w Belgii, w Regionie Flamandzkim, w prowincji Brabancja Flamandzka, w okręgu Halle-Vilvoorde. 1 stycznia 2024 roku liczyła 4592 mieszkańców.

## Demografia
- Źródła: NIS, od 1806 do 1981= według spisu; od 1990 liczba ludności w dniu 1 stycznia

1 stycznia 2024 całkowita populacja Pepingen liczyła 4592 osoby. Łączna powierzchnia gminy wynosi 35,93  km², co daje gęstość zaludnienia 128 mieszkańców na km².

## Podział administracyjny
W skład gminy wchodzi pięć dzielnic (deelgemeente):
- Beert (Brages)
- Bellingen (Bellinghen)
- Bogaarden
- Elingen
- Heikruis (Haute-Croix)